# لئو کانر
لئو کانر (آلمانی: Leo Karner؛ زادهٔ ۴ نوامبر ۱۹۵۲) دوچرخه‌سوار اهل اتریش است. وی در بازی‌های المپیک تابستانی ۱۹۷۶ شرکت کرده است.